# Karissa Schweizer
Karissa Schweizer (née le 4 mai 1996) est une athlète américaine, spécialiste des courses de fond.

## Biographie
Médaillée de bronze du 5 000 mètres lors des Championnats des États-Unis d'athlétisme 2018 et médaillée d'argent lors des championnats 2019, elle établit un nouveau record d'Amérique du Nord, d'Amérique centrale et des Caraïbes du 3 000 mètres le 27 février 2020 à Boston en 8 min 27 s 66. Elle se classe 9e du 5 000 m des championnats du monde 2019 à Doha où elle porte son record personnel à 14 min 45 s 18. Le 31 juillet 2020 à Portland, elle établit un nouveau record du monde du relais 4 × 1 500 mètres en 16 min 27 s 02 en compagnie de Colleen Quigley, Elise Cranny et Shelby Houlihan.
En 2021, elle est vice-championne des États-Unis sur 5 000 m et 10 000 m. Elle participe à ces deux épreuves aux Jeux olympiques de Tokyo, se classant 11e sur 5 000 m et 12e sur 10 000 m
Le 27 mai 2022, elle remporte le 10 000 mètres des championnats des États-Unis à Eugene.

## Palmarès
| Date | Compétition              | Lieu   | Résultat | Épreuve  | Temps          |
| ---- | ------------------------ | ------ | -------- | -------- | -------------- |
| 2019 | Championnats du monde    | Doha   | 9e       | 5 000 m  | 14 min 45 s 18 |
| 2021 | Jeux olympiques de Tokyo | Tokyo  | 11e      | 5 000 m  | 14 min 55 s 80 |
| 2021 | Jeux olympiques de Tokyo | Tokyo  | 12e      | 10 000 m | 31 min 19 s 96 |
| 2022 | Championnats du monde    | Eugene | 9e       | 10 000 m | 30 min 18 s 05 |
| 2024 | Jeux olympiques          | Paris  | 10e      | 5 000 m  | 14 min 45 s 57 |
| 2024 | Jeux olympiques          | Paris  | 9e       | 10 000 m | 30 min 51 s 99 |

## Records
| Épreuve  | Performance    | Lieu     | Date            |
| -------- | -------------- | -------- | --------------- |
| 5 000 m  | 14 min 26 s 34 | Portland | 10 juillet 2020 |
| 10 000 m | 30 min 18 s 05 | Eugene   | 16 juillet 2022 |